# مارتن هال
مارتن هال (بالإنجليزية: Martin Hall)‏ هو لاعب دوري الرغبي بريطاني، ولد في 5 ديسمبر 1968 في ويغان في المملكة المتحدة.